# Parkogrzybek czerwonawy

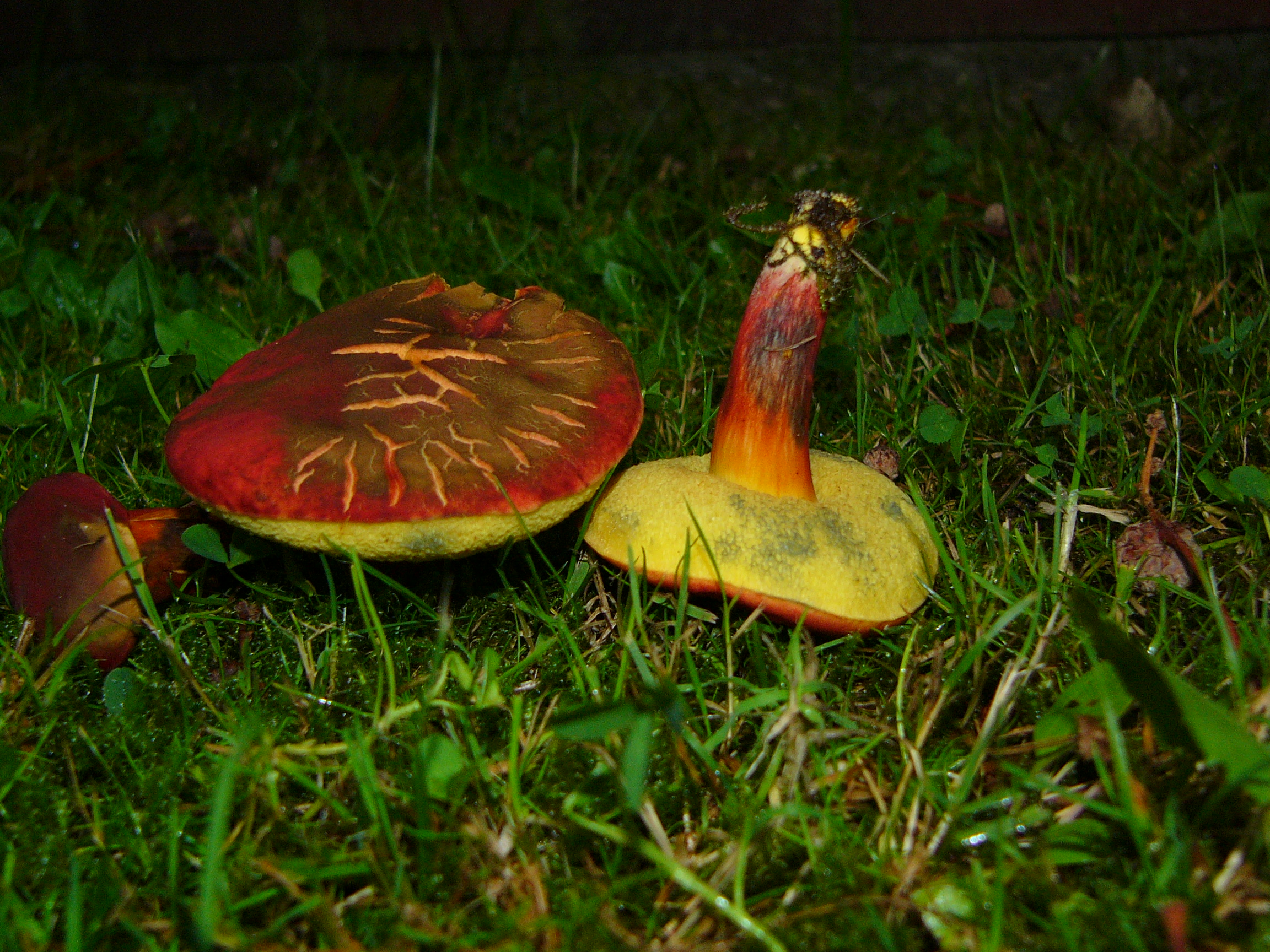

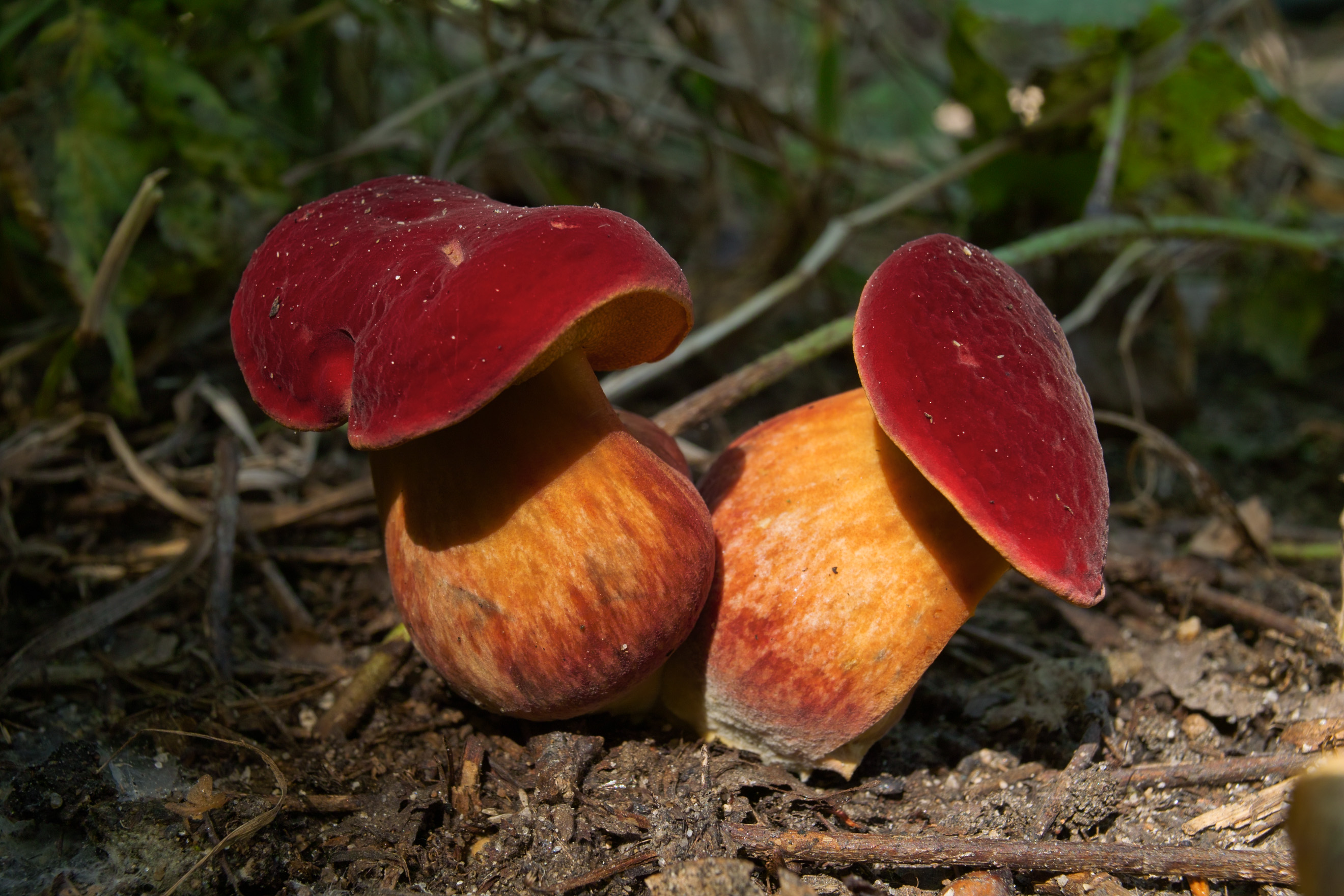

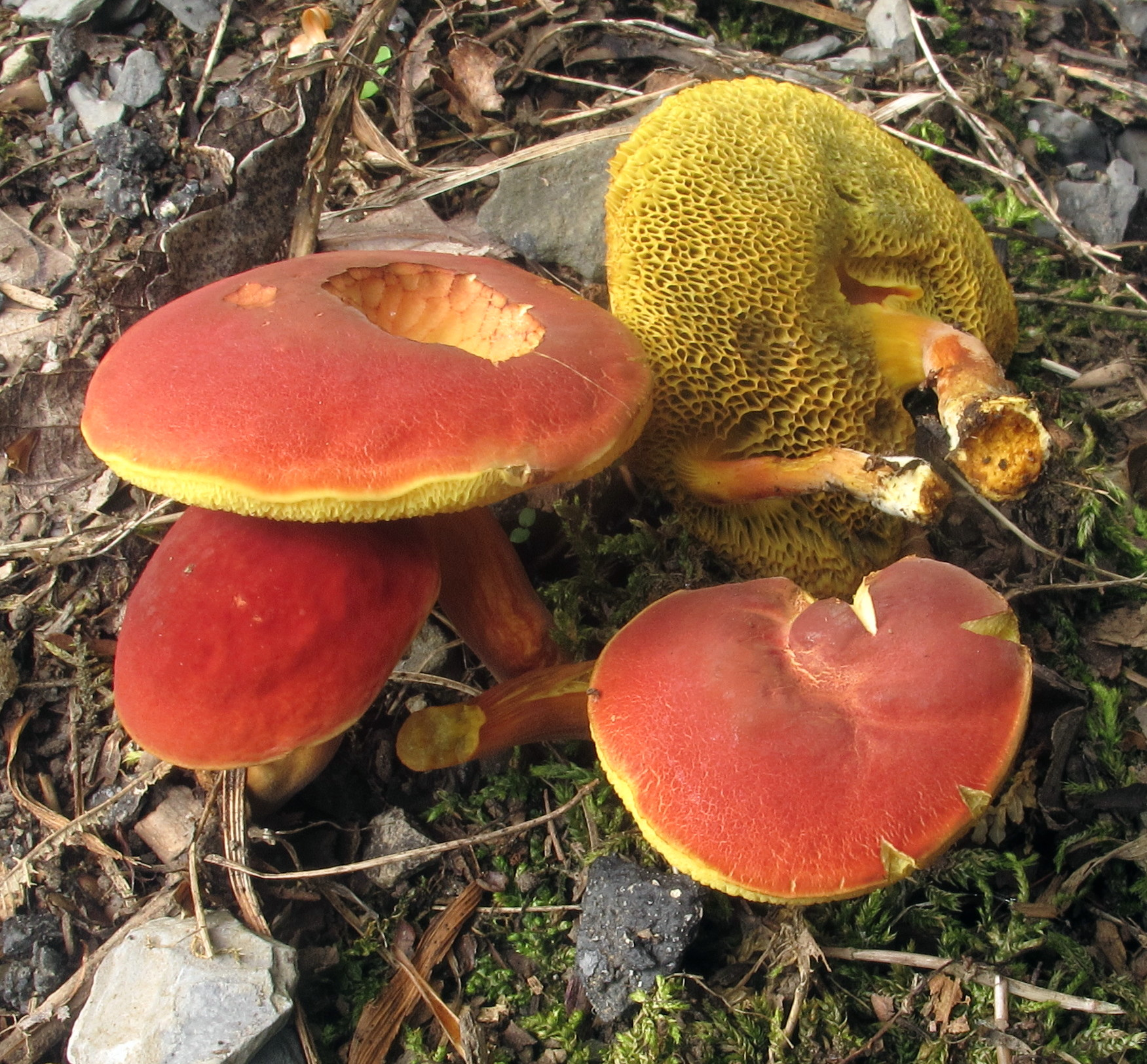

Parkogrzybek czerwonawy, podgrzybek czerwonawy (Hortiboletus rubellus (Krombh.) Simonini, Vizzini & Gelardi) – gatunek grzybów z rodziny borowikowatych (Boletaceae).

## Systematyka i nazewnictwo
Pozycja w klasyfikacji według Index Fungorum: Hortiboletus, Boletaceae, Boletales, Agaricomycetidae, Agaricomycetes, Agaricomycotina, Basidiomycota, Fungi.
Po raz pierwszy takson ten zdiagnozował w 1836 r. Julius Vincenz von Krombholz nadając mu nazwę Boletus rubellus, później zaliczany on był do różnych innych rodzajów. Obecną, uznaną przez Index Fungorum nazwę nadali mu w 2015 r. G. Simonini, A. Vizzini i M. Gelardi, przenosząc go do nowego rodzaju Hortiboletus.
Niektóre synonimy naukowe:
- Boletus rubellus Krombh. 1836
- Boletus sanguineus With. 1801
- Boletus versicolor Rostk. 1844
- Boletus versicolor Kuntze 1898
- Leucobolites rubellus (Krombh.) Beck 1923
- Suillus rubellus (Krombh.) Henn. 1898
- Tubiporus rubellus (Krombh.) S. Imai 1968
- Versipellis versicolor (Rostk.) Quél. 1886
- Viscipellis sanguinea (With.) Quél. 1886
- Xerocomellus rubellus (Krombh.) Šutara 2008
- Xerocomus rubellus (Krombh.) Quél. 1896
- Xerocomus versicolor E.-J. Gilbert 1931[2].

Nazwę podgrzybek czerwonawy nadał mu Władysław Wojewoda w 1999 r. W polskim piśmiennictwie mykologicznym gatunek ten opisywany był wcześniej przez Alinę Skirgiełło jako podgrzybek wielobarwny. W 2021 Komisja ds. Polskiego Nazewnictwa Grzybów Polskiego Towarzystwa Mykologicznego zarekomendowała używanie nazwy parkogrzybek czerwonawy.

## Morfologia
Kapelusz
Średnica 3–10 cm, u młodych okazów półkulisty, później rozpostarty, w końcu płaski. Powierzchnia sucha, zamszowa, podczas suchej pogody bywa popękana. Barwa początkowo intensywnie karminowoczerwona, później czerwona, w końcu matoworóżowa. Skórki nie da się oddzielić od miąższu.
Rurki
O długości 6–15 mm, zielonkawożółte, przy trzonie wycięte lub nieco zbiegające. Pory początkowo o barwie od cytrynowożółtej do jasnożółtej, później oliwkowe. Po uciśnięciu zmieniają barwę na błękitną.
Trzon
Wysokość 3–12 cm, grubość 4–2,5 cm, kształt walcowaty, często wygięty. Powierzchnia jasnożółta, często czerwono nabiegła lub z czerwonymi plamami.
Miąższ
Żółtawy, tylko pod skórka kapelusza czerwonawy. Przekrojony błękitnieje. Bez wyraźnego smaku i zapachu.
Cechy mikroskopowe
Wysyp zarodników oliwkowobrązowy. Zarodniki o rozmiarach 10–13 × 4–5 μm i gładkiej powierzchni. W KOH barwią się na złoty kolor. Cystydy mniej lub bardziej liczne, o rozmiarach 60 × 12,5  μm.

## Występowanie i siedlisko
Występuje w Europie i Ameryce Północnej, gdzie prawdopodobnie został zawleczony wraz z sadzonkami drzew z Europy. Wszędzie jest rzadki. W Polsce niezbyt częsty.
Występuje od lipca do września w lasach liściastych pod dębami, lipami i brzozami.

## Znaczenie
Jest grzybem jadalnym, ale niskiej wartości z powodu niewielkich rozmiarów, miękkiego miąższu oraz szybkiego robaczywienia. Często również pleśnieje porażony przez grzyby Hypomyces chrysospermus (taki spleśniały grzyb nie nadaje się do spożycia).